# Ђезита (Месина)
Ђезита је насеље у Италији у округу Месина, региону Сицилија.
Према процени из 2011. у насељу је живело 33 становника. Насеље се налази на надморској висини од 142 м.